# Asplenium muenchii
Asplenium muenchii är en svartbräkenväxtart som beskrevs av Alan Reid Smith. Asplenium muenchii ingår i släktet Asplenium och familjen Aspleniaceae. Inga underarter finns listade.